# Élections locales écossaises de 2003 à Fife
Pour un article plus général, voir Élections locales écossaises de 2003.

Les élections locales écossaises de 2003 à Fife se sont tenues le 1er mai 2003.

## Composition du conseil
Majorité absolue : 40 sièges
| Parti               | Sièges  |
| ------------------- | ------- |
| Travailliste        | 36 / 78 |
| Libéraux-démocrates | 23 / 78 |
| SNP                 | 11 / 78 |
| Indépendant         | 6 / 78  |
| Conservateur        | 2 / 78  |